# Gough
Gough（/ˈɡɒf/）是一個英語姓氏。
- 道格拉斯·高夫：英国天文学家。
- 休伯特·高福（英语：Hubert Gough）
- 休伊·亨利·高福（英语：Hugh Henry Gough）
- 約翰·愛德蒙·高福
- 約翰·高福 (自然哲學)（英语：John Gough (natural philosopher)）
- 約翰·巴塞洛繆·高福：禁酒活動家。
- 約翰·佐治·高福
- 米高·高福：英國電影演員。
- 歌賦：英軍陸軍元帥，樞密院成員。

|  | 本页或本分段罗列了姓氏为「Gough」的人物。 如果是一个指代特定个人的内链将您引导到本页，請考慮修正該人物的名字以將链接指向正確的條目。 |